# Cueta styczynskii
Cueta styczynskii är en insektsart som beskrevs av Navás 1915. Cueta styczynskii ingår i släktet Cueta och familjen myrlejonsländor. Inga underarter finns listade i Catalogue of Life.